# Gummersbach
Gummersbach este un oraș din landul Renania de Nord-Westfalia, Germania. Orașul se afla aproximativ 50 km est de Köln și a 52467 de locuitori (2007).

## Personalități născute aici
- Jürgen Habermas (n. 1929), filozof, sociolog.